# Anarcofeminisme

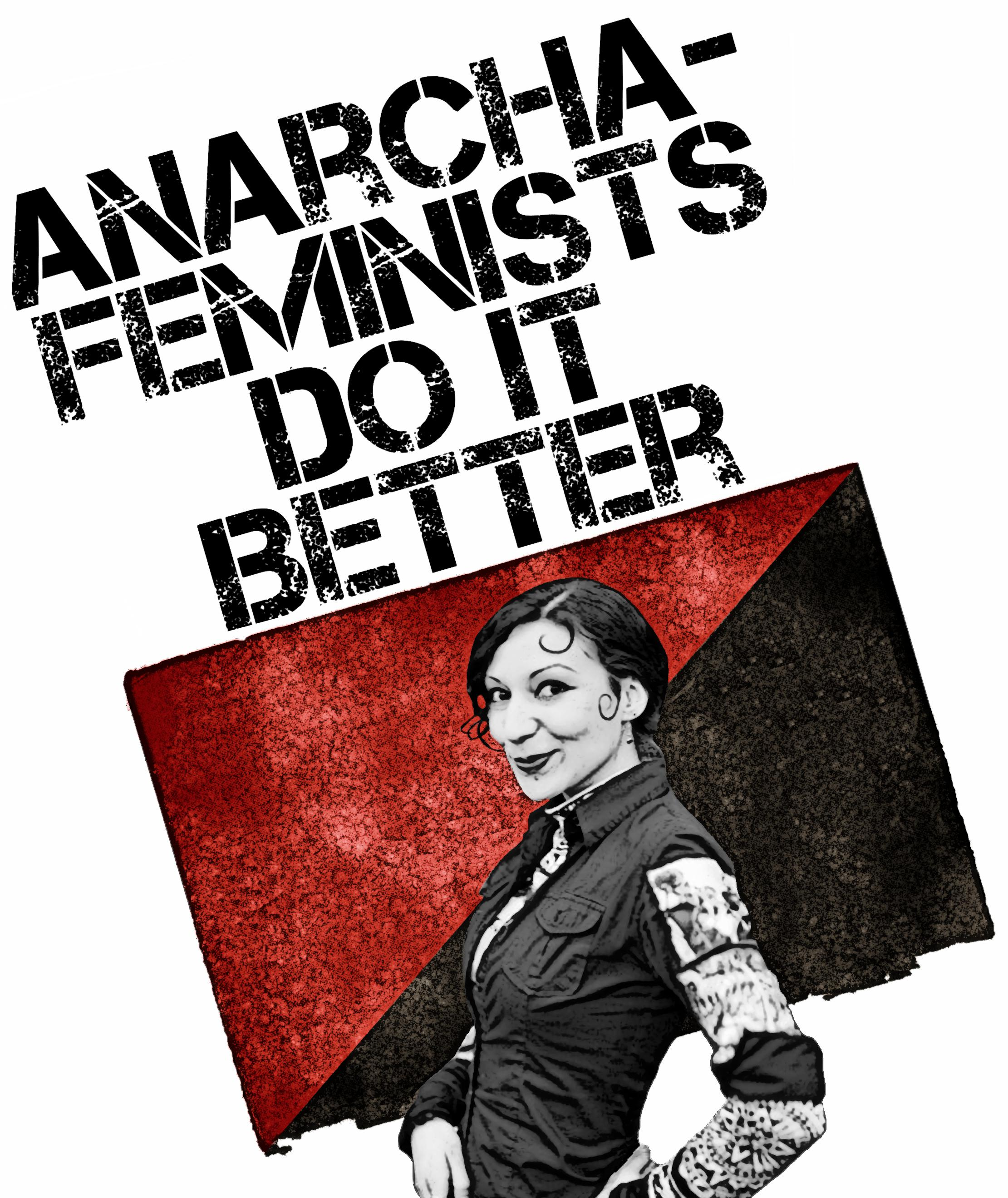
Cartell que diu "Les anarcofeministes ho fem millor"

L'anarcofeminisme, anarquisme feminista o anarquisme feministe és un corrent de pensament que combina el feminisme i l'anarquisme, veu en la dominació dels homes sobre les dones una de les primeres manifestacions jeràrquiques en les societats. El combat contra el patriarcat és, per tant, per als i les anarcofeministes part integrant de la lluita de classes i de la lluita contra l'estat. Com afirma Susan Brown: "Ja que l'anarquisme és una filosofia política oposada a tota relació de poder, és intrínsecament feminista". La seva originalitat resideix especialment en la seva visió política, i a no ser un corrent dogmàtic, per la qual cosa es poden trobar diversos plantejaments llibertaris referents al que és la dona, el feminisme i la feminitat.

## Ideologia

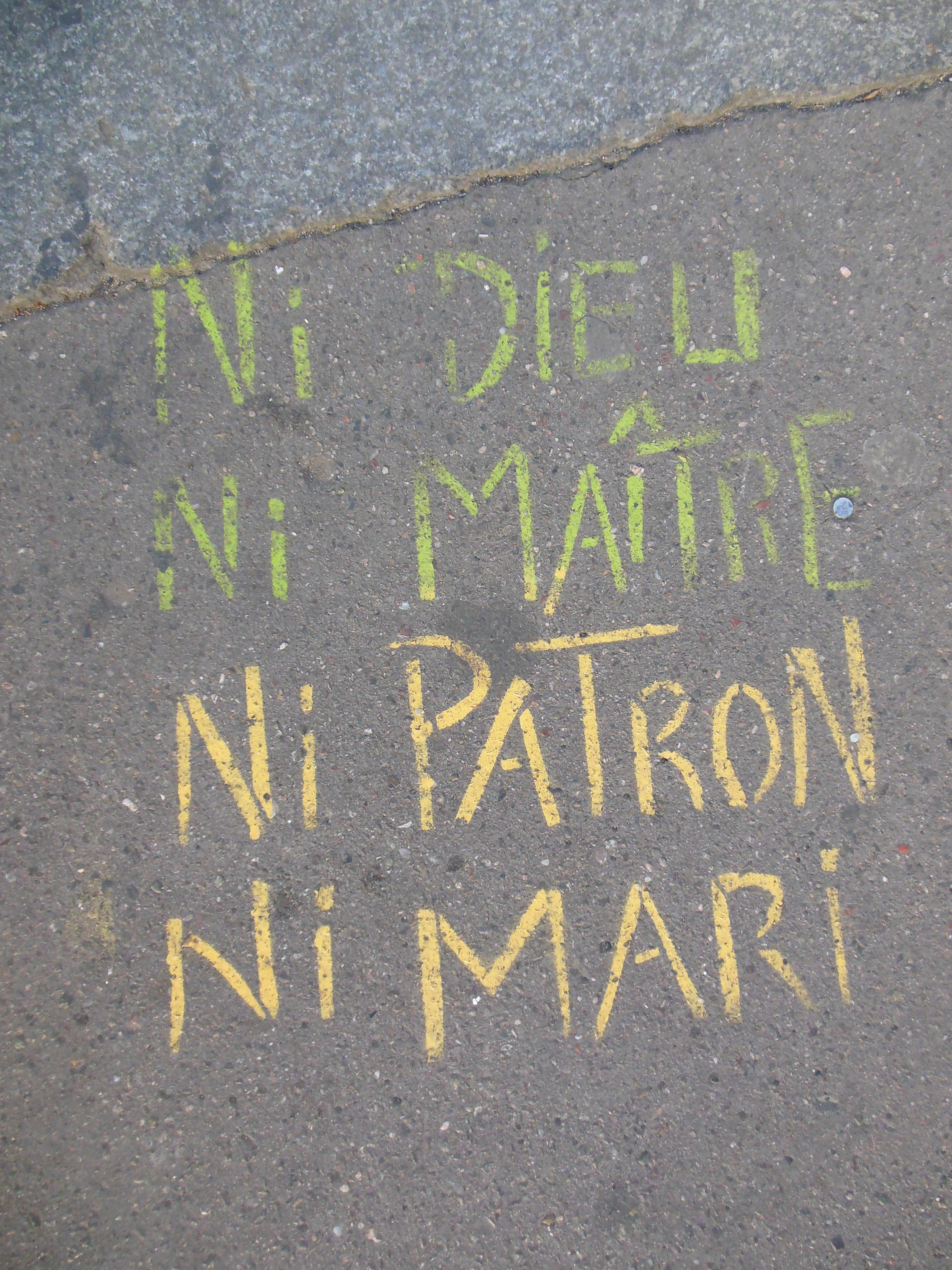
Grafit anarcofeminista a París "Ni Déu, ni amo; ni cap, ni marit", 2013

### Eixos primaris
Igual que tota escola anarquista, es fonamenta en els principis de llibertat individual, associació lliure i cooperació voluntària de cada persona, sense distinció. Les seves característiques addicionals són:
1. Aplicar els principis de l'anarquisme des de la condició i situació de les dones.
2. Identificar l'eix de la dominació actual en el duo patriarcat-estat.

Consideren que el patriarcat és una de les primeres, si no la primera, manifestació de jerarquia forçada o poder involuntari en la història humana i, així mateix, la primera forma d'opressió ocorreguda en el domini del sexe masculí per sobre el femení i, per tant, un problema fonamental de la humanitat. Argumenten que sota aquest esquema es pretén uniformitzar les dones sota un model únic, conreat per mitjà de l'adoctrinament massiu, i que els homes també són uniformitzats i obligats a reprimir les seves particularitats individuals. I sobre aquesta ideologia d'uniformització i dominació patriarcal se sustenta bona part de la legitimació de l'estat, a repetir els mateixos patrons patriarcals de dominació.

### Plantejaments
Les i els anarcofeministes conclouen que si les feministes estan en contra del patriarcat, haurien d'estar també en contra de tota forma de jerarquia forçada i, per tant, rebutjar la naturalesa autoritària de tals institucions és una part integral tant de l'emancipació individual com de la identitat femenina, per tant:
1. Es col·loquen en oposició contra l'estat i tot ordre coercitiu o involuntari (polític, econòmic, etc.) com a manifestacions del patriarcat i com a estructures opressives per si mateixes, incloent el "feminisme burocràtic" o pro regulacions governamentals sobre la llibertat individual.[6] La llibertat individual per l'anarcofeminisme és objectiu i camí al mateix temps.
2. Així mateix se situen en oposició al "feminisme revengista" o femellisme, el qual assenyalen com a reflex ressentit del masclisme, això a causa que afirmen que han de veure's els homes com companys i no enemics, ja que el patriarcat és una institució de control social indiferent als gèneres.

La seva finalitat i estratègia normalment és influenciar des de dins tots dos moviments, el feminisme i l'anarquisme, algunes proposen associacions lliures de dones (autònomes, federalistes i descentralistes o policèntriques), fent-se càrrec que les dones tenen particularitats i que a partir d'elles encarnen l'anarquia de manera particular, encara que no totes són partícips d'aquesta idea. El feminisme anarquista clàssic i l'anarcofeminisme modern apareixen en versió individualista i col·lectivista, la primera amb més adeptes a Amèrica i la segona amb més èmfasi a Europa.

## Història
Si bé l'anarquisme feminista ha estat present des dels inicis del moviment anarquista, la seva conceptualització moderna antipatriarcal i el terme anarcofeminisme sorgiren en la primera onada de teories feministes en la dècada dels 1960, sota el feminisme radical, amb personatges com Peggy Kornegger o Cathy Levine.

### Orígens i fonts

Cartell de la pel·lícula Libertarias sobre les anarcofeministes Mujeres Libres, que van lluitar al front contra els feixistes a Espanya

Els precedents de l'anarquisme feminista cal buscar-los en les escriptores anarquistes de finals del segle xix i principis del XX. Dones anarquistes com ara Emma Goldman, Lucy Parsons o Voltairine de Cleyre. Tanmateix, la primera posada en pràctica de la teoria s'esdevé durant la Guerra civil gràcies al grup anomenat Mujeres Libres. A Llatinoamèrica la primera onada feminista en la majoria d'aquests països va sorgir en principi de dones anarquistes.
Aquest primer feminisme anarquista sorgeix davant les consideracions d'alguns anarquistes que el patriarcat és un problema del sistema estatista o de classes, i que només desapareixeria amb aquest. O també perquè alguns anarquistes suposaven que la dona havia de desenvolupar un rol tradicional en la família. Davant això les primeres anarquistes feministes van sostenir que ambdues conquestes de llibertat van de la mà, i que els rols hauran de ser elaborats o escollits voluntàriament per les dones. Cal ressaltar que és l'anarquisme feminista el primer moviment que planteja la sobirania del cos en tot àmbit, o pro elecció, com a expressió de la sobirania individual.
Aquestes característiques de l'anarquisme feminista primerenc (d'inicis del segle XX), sumat el fet que eren abstencionistes, van col·locar les seves partidàries en contradicció amb la majoria de feministes de la primera onada, les sufragistes, i les seves propostes dins del feminisme van quedar en una situació de marginació que no canviaria sinó fins a la segona onada feminista (segona meitat del segle XX), quan algunes feministes radicals van reprendre els seus plantejaments sobre individu i gènere, i a més van adoptar el model organitzatiu de petits grups d'associació voluntària, flexibles per no descurar el desenvolupament personal de cadascuna, com a base per a construir un moviment feminista.

### Contemporània

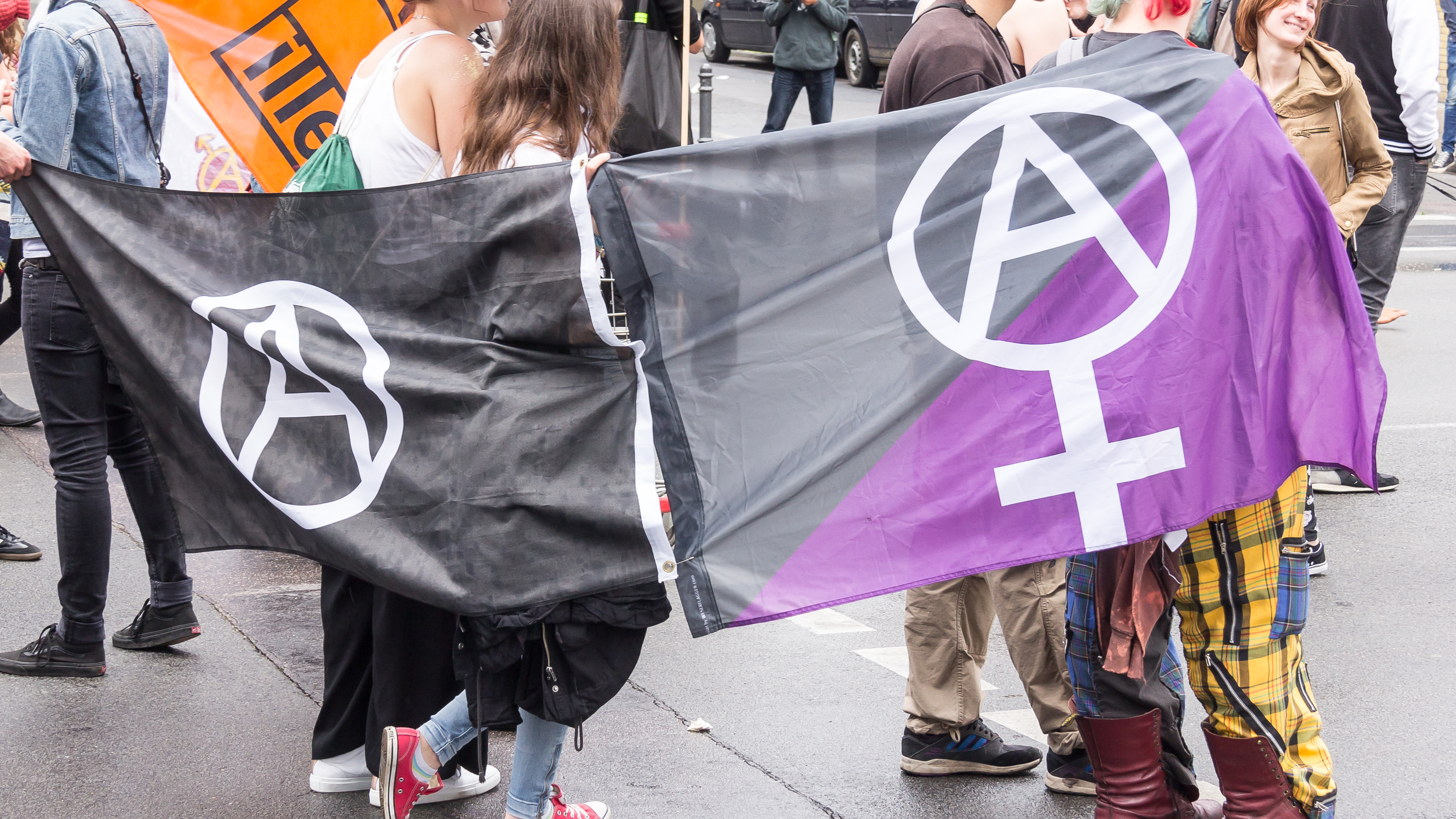
Manifestació a l'any 2016

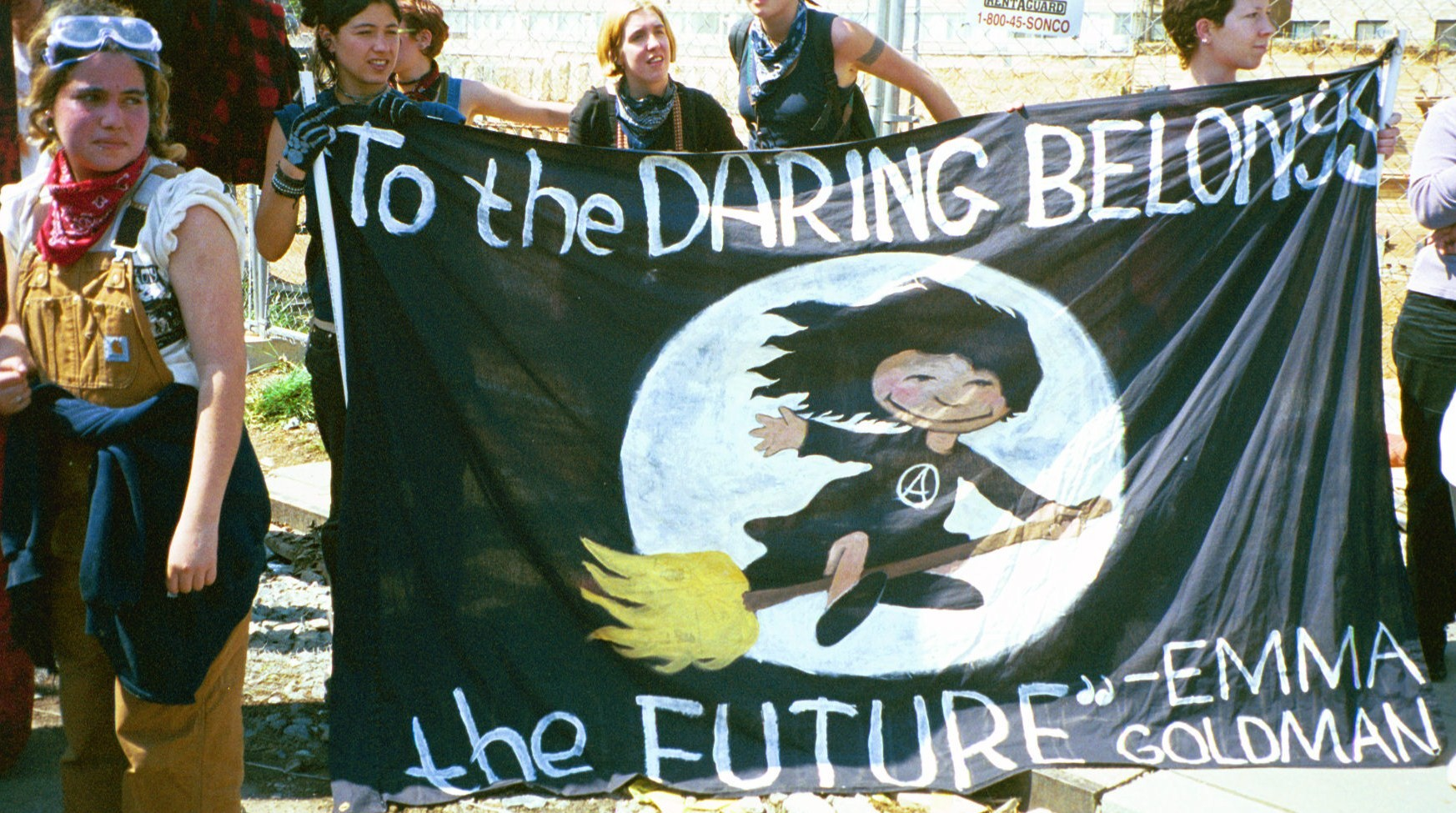
Anarcofeministes en una manifestació antiglobalització

Contemporàniament ha estat influït pel feminisme de la diferència i per l'ecofeminisme. El feminisme de la diferència considera que les persones i els gèneres es destaquen per les seves particularitats i les seves diferències en igualtat, la qual cosa ha estat un concepte tradicional de l'humanisme anarquista. L'ecofeminisme argumenta que la dona ha de donar-li importància a la regeneració de la natura i a la cultura de la integració harmònica en ella, i que segons indica Janet Biehl, enforteixi la visió holística de l'anarquisme (natura autogovernada = societat autogovernada). En el cas de les anarcosocialistes solen incloure el concepte de lluita de classes, no obstant això no existeix una interpretació homogènia d'aquest concepte. Les anarcoliberals, en canvi, defensen més la igualtat de drets i obligacions entre homes i dones i es mostren en contra de tota mena de discriminació positiva cap a elles. Ambdós sectors ressalten el dret i necessitat de les dones a la defensa personal.
Grups i moviments contemporanis destacats són Mujeres Creando de Bolívia, KURWA de Polònia, Radical cheerleaders a Amèrica del Nord i Europa, i la conferència anual de Boston, La Rivolta! També hi ha grups anarcofeministes en algunes ciutats del món, encara que de rellevància netament local o sectorial, per exemple dins de l'anarcosindicalisme.
Recentment, Wendy McElroy ha definit l'ifeminismo o feminisme individualista, que combina el feminisme amb l'anarcocapitalisme, argumentant que una visió pro capitalista voluntària, antiestat, és una posició que implica igualtat de drets i obligacions, l'expressió lliure de la sensualitat del cos, i l'apoderament de les dones. El feminisme individualista es fonamenta en el feminisme anarquista clàssic dels EUA basat en l'anarquisme individualista.
Les anarcofeministes critiquen el pensament d'alguns teòrics anarquistes tradicionals com ara Pierre-Joseph Proudhon o Mikhaïl Bakunin, per haver menystingut el problema del patriarcat, que era concebut com una simple conseqüència del capitalisme o per, d'alguna manera, haver-ne contribuït al manteniment. Proudhon, per exemple, considera la família com una societat en la seua forma primera i en la qual les dones tenien la responsabilitat d'acomplir el seu paper tradicional.

## Temes

Símbol anarcofeminista

Un aspecte important de l'anarcofeminisme és la seva oposició a les concepcions tradicionals de la família, l'educació i els rols de gènere. La institució estataleclesiàstica del matrimoni és una de les més atacades alhora que han promocionat en resposta la unió lliurement pactada, relacions de responsabilitat compartida, i una sexualitat lliure i responsable. De Cleyre va sostenir que el matrimoni ofegava el creixement individual, i Goldman va argumentar que "és en primer lloc un acord econòmic […] en què la [dona] paga per ell amb el seu nom, la seva privadesa, la seva autoestima, la seva pròpia vida". També han recolzat les famílies i les estructures educatives no jeràrquiques, com les escoles modernes.